# Carlos Cano Vieira
Carlos Lopez Cano Vieira (Lima, 18 de Setembro de 1948 — 13 de Fevereiro de 2021), foi um professor universitário que nasceu no Peru, mas nacionalizou-se como português. Destacou-se pelo seu contributo na temática do empreendedorismo em vários países, principalmente em Portugal.

## Biografia

### Nascimento e formação
Nasceu em 18 de Setembro de 1948, na cidade de Lima, capital do Peru. Em 1974 concluiu uma licenciatura em administração de empresas, ao abrigo do Programa de Ciências Sociais e Administrativas da Universidade Nacional Federico Villarreal de Lima (es). Naturalizou-se como português em 1997.

### Carreira
Exerceu principalmente como professor, tendo ensinado em múltiplas instituições de ensino superior no Peru, no Equador, Reino Unido, Estados Unidos da América e outros países. EM Portugal passou pela Universidade do Algarve entre 1999 e 2018, e depois no Instituto Superior Manuel Teixeira Gomes, na cidade de Portimão, onde residia na altura do seu falecimento. Na Universidade do Algarve ensinava a disciplina de Gestão Estratégica, Teoria Organizacional e Empreendedorismo, e nos mestrados da Faculdade de Economia, e chegou a dirigir o núcleo de Gestão Estratégica e Secretariado da Escola Superior de Gestão, Hotelaria e Turismo. Em 2003, integrou-se na Universidade de Lehigh, nos Estados Unidos da América como professor convidado, no âmbito do Programa Internacional da Global Village.
Também se destacou pelo seu contributo no campo do empreendedorismo, tendo sido coordenador científico no programa Activar Tavira, em colaboração com Instituto de Tecnologia de Nova Jérsia, que teve como finalidade promover uma incubadora para empresas naquele concelho. Também participou em conferências em várias universidades de diversos países, e em múltiplos eventos temáticos organizados por entidades governamentais e grandes aglomerados empresariais. Por exemplo, em 2013 marcou presença no seminário O papel dos cidadãos na construção de uma sociedade mais inclusiva, organizada pela Rede Europeia Anti-Pobreza no Instituto Politécnico de Beja, e nesse ano também participou no ciclo de conferências temáticas sobre o turismo no concelho de Faro. Em 2018 foi um dos oradores na conferência Concelho de Aljustrel passado, presente e futuro, promovida pela Câmara Municipal de Aljustrel, e que foi dedicada aos temas do empreendedorismo, inovação e educação. Em 2019 fez parte do júri do programa de empreendedorismo Bootcamp de Aceleração, organizado pela empresa municipal StartUp Portimão, em cooperação com o Instituto Superior Manuel Teixeira Gomes.
Foi considerado igualmente como um especialista na área do turismo, tendo desempenhado vários importantes cargos ligados a esta indústria no Peru, nomeadamente como director nacional de formação em turismo. Também no Peru, foi membro do Secretariado Nacional de Relações Internacionais do Partido Aprista. Ocupou igualmente a posição de presidente na assembleia-geral do Instituto de Cultura Ibero-Atlântico, tendo sido um dos responsáveis pela organização do V Fórum Ibero-Americano sobre Estratégias de Comunicação, que teve lugar na cidade de Faro em 2007. Foi membro representante da autarquia na assembleia geral da Empresa Municipal de Águas e Resíduos de Portimão. Em 14 de Julho de 2017, concluiu o seu doutoramento após uma década de investigação, e recebe a menção de Excelência Cum Laude pela Universidade Politécnica de Cartagena (es).

### Falecimento e homenagens
Faleceu em 13 de Fevereiro de 2021, aos 72 anos de idade, vítima de Covid-19. O Instituto Superior Manuel Teixeira Gomes emitiu uma nota de pesar, onde recordou a sua carreira como professor naquela instituição.
Em 13 de Outubro de 2012, foi homenageado com o prémio Orgulho Peruano, por ser considerado um dos cem indivíduos daquela nacionalidade mais destacados a nível global. Em 16 de Outubro de 2009, foi condecorado com o Prémio Presidencial de Excelência no Empreendedorismo pelo Hispanic Chamber of Commerce of New Jersey, nos Estados Unidos da América, e em 13 de Abril de 2010 recebeu o Grau de Doutor Honoris Causa pela Universidade Inca Garcilaso de la Vega (es), no Peru.  Foi igualmente homenageado pela Fundação Anna Lindh (en) pelos seus esforços no desenvolvimento da região.